# Vladimir Leonov
Vladimir Leonov (in russo Владимир Владимирович Леонов?; Donec'k, 26 aprile 1987) è un pilota motociclistico russo.

## Carriera

### Gli inizi
Leonov è nato a Donec'k nella RSS Ucraina, parte dell'allora Unione Sovietica. Nel 2007 compete nel campionato europeo Superstock 600 alla guida di una Yamaha YZF-R6 del team Vector Racing. Si classifica 37º nella classifica del campionato piloti, ottenendo un punto grazie al quindicesimo posto in gara ottenuto sul circuito di Brands Hatch. Si sposta nella classe 250 del motomondiale nel 2009, con l'Aprilia RSW 250 LE del team Viessmann Kiefer Racing, ottenendo come miglior risultato un decimo posto in Francia e concludendo la stagione al 24º posto con 9 punti. In questa stagione è costretto a saltare il GP di Gran Bretagna per infortunio.
Nel 2010 viene confermato dal team Vector Kiefer Racing con una Suter MMX nella classe Moto2, salvo venire sostituito alla vigilia del GP della Repubblica Ceca da Patrik Vostàrek. In questa stagione è costretto a saltare il GP di Spagna per infortunio e non ha ottenuto punti validi per la classifica mondiale. 

### Supersport: CIV e mondiale
Nel 2011 è pilota del team Yakhnich Motorsport, con la quale partecipa al campionato Italiano Velocità categoria Stock 600 e ad altri trofei nazionali italiani, oltre a due apparizioni, in qualità di wild card, nel mondiale Supersport. Nel biennio 2012-2013 Leonov è pilota titolare nel campionato mondiale Supersport in sella ad una Yamaha YZF-R6 del team Yakhnich Motorsport. Ottiene tre piazzamenti a podio, tra cui uno nel Gran Premio di Mosca. Chiude le stagioni rispettivamente all'undicesimo e decimo posto in classifica piloti. Nel 2012 inoltre, prende parte a cinque gare nel campionato italiano Supersport dove vince una gara e si classifica al sesto posto in graduatoria finale. 
Nel 2014 prende parte al mondiale Supersport con la MV Agusta F3 675 per il team MV Agusta RC-Yakhnich Motorsport. Il 20 giugno viene disdetto il suo contratto con il team russo. Nel 2018 partecipa, in qualità di wild card ai Gran Premi di Spagna e Italia nel campionato mondiale Superbike, in sella ad una Kawasaki ZX-10R del team SPB Racing.

### Campionati nazionali
Lontano dalle competizioni mondiali, negli anni successivi si cimenta in varie categorie di campionati nazionali. Nel 2024 conquista undici punti nella classe Superbike dell'Internationale Deutsche Motorradmeisterschaft.

## Risultati in gara

### Motomondiale
| 2009 | Classe | Moto    |    |    |    |    |     |    |    |    |     |     |    |    |    |     |     |    |    |  | Punti | Pos. |
| ---- | ------ | ------- | -- | -- | -- | -- | --- | -- | -- | -- | --- | --- | -- | -- | -- | --- | --- | -- | -- |  | ----- | ---- |
| 2009 | 250    | Aprilia | 18 | 15 | 19 | 10 | Rit | 20 | 16 | NE | Rit | Inf | 19 | 15 | 17 | Rit | Rit | 15 | 17 |  | 9     | 24º  |

| 2010 | Classe | Moto  |     |     |    |    |    |    |     |    |    |  |  |  |  |  |  |  |  |  | Punti | Pos. |
| ---- | ------ | ----- | --- | --- | -- | -- | -- | -- | --- | -- | -- |  |  |  |  |  |  |  |  |  | ----- | ---- |
| 2010 | Moto2  | Suter | Rit | Inf | 27 | 25 | 29 | 29 | Rit | 24 | NE |  |  |  |  |  |  |  |  |  | 0     |      |

| Legenda | 1º posto        | 2º posto            | 3º posto            | A punti      | Senza punti        | Grassetto – Pole position Corsivo – Giro più veloce |
| Legenda | Gara non valida | Non qual./Non part. | Ritirato/Non class. | Squalificato | '-' Dato non disp. | Grassetto – Pole position Corsivo – Giro più veloce |

### Campionato mondiale Supersport
| 2011 | Moto   |  |  |  |  |    |  |  |  |  |  |  |   |  |  | Punti | Pos. |
| ---- | ------ |  |  |  |  | -- |  |  |  |  |  |  | - |  |  | ----- | ---- |
| 2011 | Yamaha |  |  |  |  | 17 |  |  |  |  |  |  | 9 |  |  | 7     | 24º  |

| 2012 | Moto   |     |   |   |     |    |  |     |    |    |   |    |    |    |  | Punti | Pos. |
| ---- | ------ | --- | - | - | --- | -- |  | --- | -- | -- | - | -- | -- | -- |  | ----- | ---- |
| 2012 | Yamaha | Rit | 6 | 3 | Rit | NP |  | Rit | 10 | 18 | 3 | SQ | 12 | 17 |  | 52    | 11º  |

| 2013 | Moto   |     |   |    |   |    |    |   |    |    |     |    |   |   |  | Punti | Pos. |
| ---- | ------ | --- | - | -- | - | -- | -- | - | -- | -- | --- | -- | - | - |  | ----- | ---- |
| 2013 | Yamaha | Rit | 8 | 12 | 7 | 16 | 11 | 3 | AN | 10 | Rit | 15 | 9 | 9 |  | 63    | 10º  |

| 2014 | Moto              |  |   |    |     |    |    |  |  |    |     |  |  |  |  | Punti | Pos. |
| ---- | ----------------- |  | - | -- | --- | -- | -- |  |  | -- | --- |  |  |  |  | ----- | ---- |
| 2014 | MV Agusta e Honda |  | 8 | 12 | Rit | 15 | 14 |  |  | 12 | Rit |  |  |  |  | 19    | 19º  |

| 2015 | Moto   |  |  |  |  |  |  |  |  |  |     |  |  |  |  | Punti | Pos. |
| ---- | ------ |  |  |  |  |  |  |  |  |  | --- |  |  |  |  | ----- | ---- |
| 2015 | Yamaha |  |  |  |  |  |  |  |  |  | Rit |  |  |  |  | 0     |      |

| Legenda | 1º posto        | 2º posto            | 3º posto           | A punti      | Senza punti        | Grassetto – Pole position Corsivo – Giro più veloce |
| Legenda | Gara non valida | Non qual./Non part. | Ritirato/Non class | Squalificato | '-' Dato non disp. | Grassetto – Pole position Corsivo – Giro più veloce |

### Campionato mondiale Superbike
| 2018 | Moto     |  |  |  |  |    |    |  |  |     |     |  |  |  |  |  |  |  |  |  |  |  |  |  |  |  |  |  |  | Punti | Pos. |
| ---- | -------- |  |  |  |  | -- | -- |  |  | --- | --- |  |  |  |  |  |  |  |  |  |  |  |  |  |  |  |  |  |  | ----- | ---- |
| 2018 | Kawasaki |  |  |  |  | NP | 17 |  |  | Rit | Rit |  |  |  |  |  |  |  |  |  |  |  |  |  |  |  |  |  |  | 0     |      |

| Legenda | 1º posto        | 2º posto            | 3º posto           | A punti      | Senza punti        | Grassetto – Pole position Corsivo – Giro più veloce |
| Legenda | Gara non valida | Non qual./Non part. | Ritirato/Non class | Squalificato | '-' Dato non disp. | Grassetto – Pole position Corsivo – Giro più veloce |